# Административна подјела Хрватске
Цијело подручје Републике Хрватске подељено је на 20 жупанија и град Загреб који има статус жупаније.
Жупанија је јединица подручне (регионалне) самоуправе чије подручје представља природну, историјску, саобраћајну, привредну, друштвену и самоуправну цјелину, а устројава се ради обављања послова од подручног (регионалног) интереса. Жупанија обухвата више просторно повезаних општина и градова на свом подручју.

## Списак жупанија
Жупаније према службеном редослиједу из Народних новина (службеног гласника):
| - 1. Загребачка - 2. Крапинско-загорска - 3. Сисачко-мославачка - 4. Карловачка - 5. Вараждинска - 6. Копривничко-крижевачка - 7. Бјеловарско-билогорска - 8. Приморско-горанска - 9. Личко-сењска - 10. Вировитичко-подравска - 11. Пожешко-славонска - 12. Бродско-посавска - 13. Задарска - 14. Осјечко-барањска - 15. Шибенско-книнска - 16. Вуковарско-сремска - 17. Сплитско-далматинска - 18. Истарска - 19. Дубровачко-неретванска - 20. Међимурска - 21. Град Загреб |

## Назив и обиљежја
Назив хрватских жупанија одређен је Законом о подручјима жупанија, градова и општина у Републици Хрватској, а основа је назив насеља у којем је сједиште жупанијске скупштине. Назив жупаније може се одредити и према историјском или географском обиљежју. 
Обиљежја жупаније су грб и застава. Грб и застава уређују се статутом или статутарном одлуком уз претходно одобрење Централног државног уреда за управу.

## Подручје жупанија
Жупаније су основане Законом о подручјима жупанија, градова и општина у Републици Хрватској (жупаније се могу оснивати, укидати и мијењати једино законом, никако не позаконским или другим актом). Важно је за напоменути да су жупаније правна лица. Подручје жупанија одређено је пописом општина и градова који чине подручје жупаније, односно жупаније се састоје од више општина и градова.